# Red de monitoreo
Una red de monitoreo o red de monitorización es un sistema compuesto por:
- Sensores de la variable física que se quiere monitorizar;
- Codificadores de la información medida;
- Transmisores de la información;
- Decodificador de la información;
- Equipo informático destinado a almacenar y procesar la información capturada por los sensores.

Las redes de monitorización se utilizan en muy variados campos, como por ejemplo:
- Telecomunicaciones;
- Medicina;
- Hidrología y Meteorología

## Un caso depaleo-monitorización
Los flujos de agua en los Wadis o Uadis, en el sur del Yemen son intermitentes. Específicamente, en el Wadi Tuban, a unos 60 km de Adén, una considerable área es irrigada con un ingenioso sistema de depresiones en cascada que deben captar toda el agua posible de las avenidas que se dan durante los pocos meses en que llueve en la parte alta de la cuenca. Es decir, que los campos sobreviven con el agua que se capta de las avenidas, que tienen una duración de unas pocas horas de vida cada una. Literalmente, si los habitantes de la zona se duermen pueden perder la única oportunidad de regar sus campos.
Como solución, la población implementó hace varios siglos un sistema de monitorización muy eficiente. En la época en que normalmente caen las lluvias los hombres se instalaban, 24 horas por día, en las márgenes del río, con su equipo de telecomunicaciones: un buen tambor. Así alertaban al resto de la comunidad para esperar la avenida al pie de la bocatoma, y de esa manera se aseguraba la captura del máximo de agua para sus campos, ya que la bocatoma normalmente no resistía durante todo el pasaje de la avenida. 
Resuelto en una forma un poco más sofisticada ese es el resultado que se espera de una red de monitorización en tiempo real moderna. 